# Microsoft OneNote
Microsoft OneNote (voorheen Microsoft Office OneNote) is een notitieprogramma van de Microsoft Office-familie. Versie 2007 van OneNote beschikt over onder andere een snelle zoekfunctie ingebouwd waarmee men in diverse secties, sectiegroepen en notitieblokken kan zoeken.
OneNote is beschikbaar voor verschillende platformen, waaronder Windows, macOS, iOS en Android, en kan zowel online als offline worden gebruikt.
Met OneNote kunnen gebruikers tekst, afbeeldingen, audio-opnamen, video's en andere media vastleggen en organiseren in notitieblokken. Notitieblokken kunnen worden onderverdeeld in secties en pagina's, waardoor gebruikers hun notities op een logische en gestructureerde manier kunnen ordenen. Binnen een pagina kunnen gebruikers vrij werken en content toevoegen waar ze maar willen, zoals in een traditioneel notitieblok.
Een van de unieke kenmerken van OneNote is de mogelijkheid om notities te synchroniseren en te delen tussen verschillende apparaten. Hierdoor kunnen gebruikers hun notities altijd en overal raadplegen, bewerken en delen. Daarnaast biedt OneNote geavanceerde zoekmogelijkheden, tagging-functies, de mogelijkheid om notities te koppelen aan specifieke taken en integratie met andere Microsoft-producten, zoals Outlook en SharePoint.
OneNote wordt vaak gebruikt door studenten, professionals en teams die behoefte hebben aan een flexibel en digitaal notitieplatform. Het kan worden gebruikt voor diverse toepassingen, zoals het maken van aantekeningen tijdens vergaderingen, het organiseren van onderzoeksmateriaal, het bijhouden van takenlijsten en het delen van informatie binnen een team.
Met zijn brede scala aan functies en platformonafhankelijkheid heeft Microsoft OneNote zich gevestigd als een populaire en veelzijdige tool voor notitiebeheer en samenwerking.

## Versiegeschiedenis
| Productuitgave of gebeurtenis | Datum             |
| ----------------------------- | ----------------- |
| Eerste publieke aankondiging  | 17 november 2002  |
| OneNote 2003                  | 21 oktober 2003   |
| OneNote 2007                  | 30 januari 2007   |
| OneNote 2010                  | 15 juni 2010      |
| OneNote 2013                  | 1 februari 2013   |
| OneNote 2016                  | 22 september 2015 |

Alle uitgavedatums zijn op de dag van de definitieve uitgave, RTM-versies zijn meestal een paar maanden voorheen.